# Ebinho
José Edipo Deodato dos Santos, meglio noto come Ebinho (Guarabira, 18 gennaio 1988), è un ex calciatore brasiliano, di ruolo attaccante.

## Carriera
Ha giocato nella massima serie portoghese.

## Statistiche

### Presenze e reti nei club
Statistiche aggiornate al 7 luglio 2021.
| Stagione        | Squadra         | Campionato      | Campionato | Campionato | Coppe nazionali | Coppe nazionali | Coppe nazionali | Coppe continentali | Coppe continentali | Coppe continentali | Altre coppe | Altre coppe | Altre coppe | Totale | Totale |
| Stagione        | Squadra         | Comp            | Pres       | Reti       | Comp            | Pres            | Reti            | Comp               | Pres               | Reti               | Comp        | Pres        | Reti        | Pres   | Reti   |
| --------------- | --------------- | --------------- | ---------- | ---------- | --------------- | --------------- | --------------- | ------------------ | ------------------ | ------------------ | ----------- | ----------- | ----------- | ------ | ------ |
| 2014-2015       | Marítimo        | PL              | 11         | 2          | CP+CdL          | 0+3             | 0+1             |                    | -                  | -                  |             | -           | -           | 14     | 3      |
| Totale carriera | Totale carriera | Totale carriera | 11         | 2          |                 | 3               | 1               |                    | -                  | -                  |             | -           | -           | 14     | 3      |